# Вольф, Фридрих
Фри́дрих Вольф (нем. Friedrich Wolf; 23 декабря 1888[…], Нойвид — 5 октября 1953[…], Лениц, Бранденбург) — немецкий писатель, драматург, общественный и политический деятель. Коммунист. Отец начальника Главного управления разведки МГБ ГДР Маркуса Вольфа и кинорежиссёра Конрада Вольфа.

## Биография
Родился в семье еврея-коммерсанта Макса Вольфа и его супруги Иды. С 1895 по 1899 год посещал еврейскую начальную школу, по окончании которой учился в городской гимназии Нойвида. Позже, порвав с семьёй, несколько лет бродяжничал и перебивался случайными заработками. В 1907—1912 годах изучал медицину, философию и искусствоведение в университетах Гейдельберга, Тюбингена, Мюнхена, Берлина и, наконец, Бонна, где, защитив диссертацию, получил медицинское образование.
Некоторое время практиковал в Мейсене, Бонне и Дрездене. В 1914 году устроился судовым врачом на корабль, курсировавший по маршруту Канада—Гренландия—США. С началом Первой мировой войны в качестве военного врача служил на Западном, а затем — на Восточном фронтах. Был неоднократно ранен. С 1916 года открыто выступал сторонником прекращения войны, а в 1918 году отказался от военной службы и вернулся с фронта в Германию, где сразу же включился в политическую борьбу, участвуя в леворадикальных и антиправительственных выступлениях. В ноябре 1918 года стал членом Совета рабочих и солдатских депутатов Дрездена.
Именно к этому периоду относятся первые литературные произведения Фридриха Вольфа. Он начал писать в 1917 году, ещё будучи на фронте. В 1919 году опубликовал пьесу «Это ты», а через год представил на суд публики ещё одно драматическое произведение — «Чёрное солнце». Острая публицистичность и бунтарская направленность этих произведений принесли ему известность.
В начале 1920-х годов ситуация в Германии оставалась крайне нестабильной, общество было разобщено и политизировано. В этих условиях произведения Фридриха Вольфа, написанные в остро-социальном и бунтарско-революционном духе, пользовались успехом и шли во многих театрах Веймарской республики. В этот период Вольф работал много и очень продуктивно. Его пьесы «Бедный Конрад» (1924), «Цианистый калий» (1929) «Матросы из Катарро» (1930) стали заметным событием немецкой драматургии того периода.
Наряду со своей общественно-политической и литературной деятельностью, Вольф оставался практикующим врачом. Работая в Ремшайде, Хехингене и Штутгарте, он выступал за развитие системы медицинского обслуживания населения и увлекался лечением силами природы и гомеопатией. В 1927 году он написал книгу о здоровом образе жизни «Природа как врач и помощник». Пьеса «Цианистый калий» (1929) была посвящена проблематике абортов, полемика о целесообразности которых будоражила в то время немецкое общество. После её публикации Вольф был даже на некоторое время арестован по обвинению в проведении незаконных абортов. Также он привлекался к ответственности за пьесу «Крестьянин Бетц».

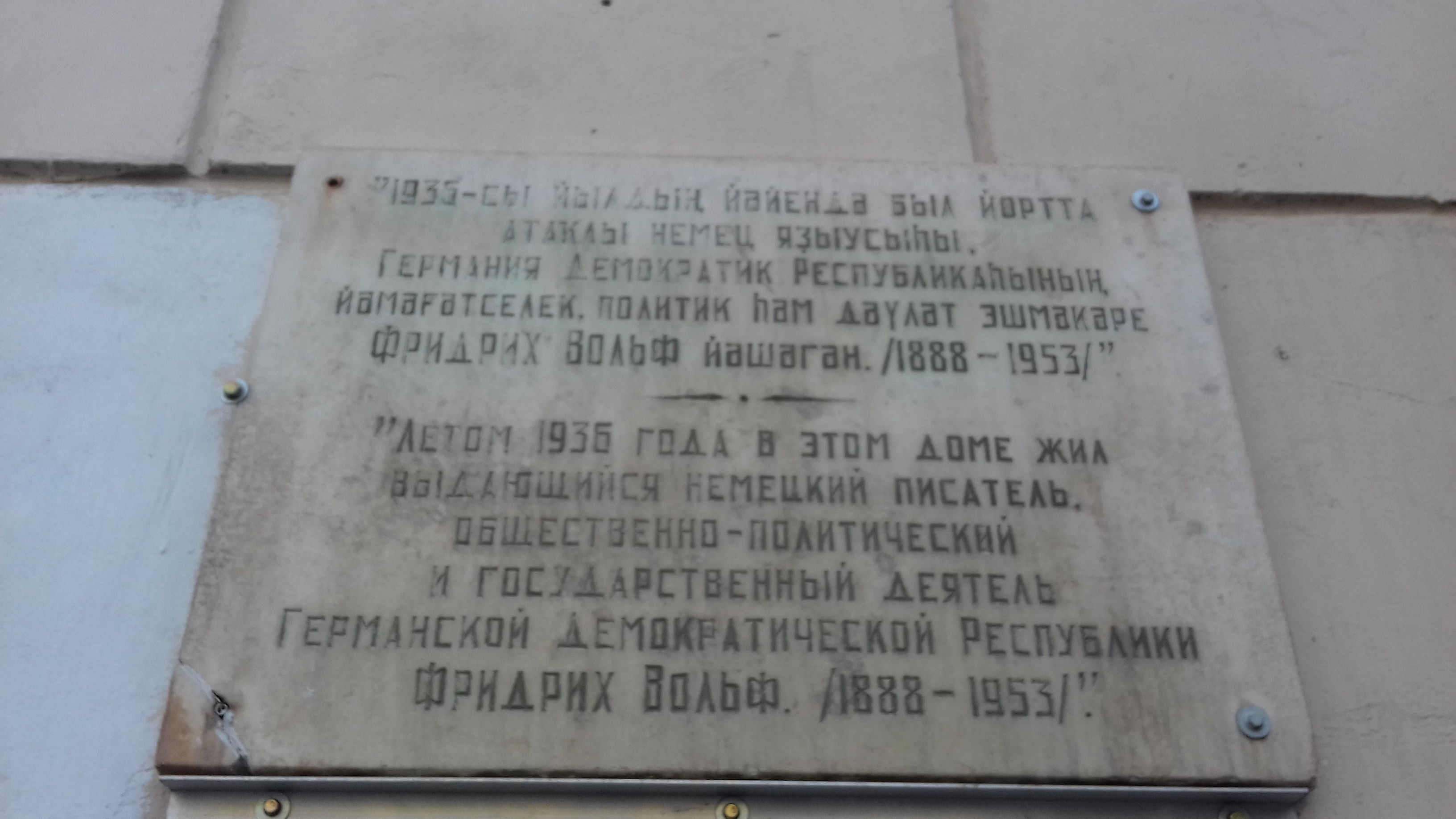
Мемориальная доска в Уфе на доме по адресу ул. Карла Маркса 17/19, где Фридрих Вольф жил летом 1936 г.

В 1928 году Фридрих Вольф стал членом Коммунистической партии Германии и Союза пролетарских революционных писателей. В 1932 году в Штутгарте организовал самодеятельную коммунистическую агитбригаду. В марте 1933 года, после прихода к власти национал-социалистов, Вольф подвергся двойной опасности — как коммунист и как еврей — и вынужден был с семьёй эмигрировать из Германии. В 1934 году он приехал в Советский Союз. В СССР он продолжил свою политическую и литературную деятельность: написал антифашистские пьесы «Профессор Мамлок», «Флорисдорф», «Троянский конь».
В 1937 году во избежание ареста отправился в Испанию, чтобы принять участие в Гражданской войне против Франко, но обстоятельства вынудили его задержаться во Франции. В 1939 году с началом Второй мировой войны был арестован в Париже и содержался в лагере интернированных Ле-Верне. Там написал драму «Бомарше». В 1941 году ему удалось вернуться в Советский Союз, где он получил советское гражданство.
Фридрих Вольф стал одним из организаторов антинацистской радиопропаганды на немецком языке, адресованной германским войскам. В 1943 году участвовал в создании коммунистического комитета «Свободная Германия».
В 1945 году, после окончания Второй мировой войны вернулся в Германию, где стал активным деятелем восточногерманского государства. В 1949—1951 годах был послом ГДР в Польше.
Ещё при жизни Фридрих Вольф был объявлен классиком немецкой литературы социалистического реализма. В ГДР были большими тиражами опубликованы его произведения, его пьесы ставились в театрах по всей стране и экранизировались. Дважды он становился лауреатом Национальной премии ГДР. Послевоенные произведения Вольфа: пьесы «Бургомистр Анна» (1950), «Томас Мюнцер» (1953), роман «Летающие блюдца» (1952) и другие были признаны образцами культурной политики ГДР.

…Немногие умеют так, как он, перечеканить революционное мировоззрение в увлекательное театральное зрелище. У него врождённый талант драматурга, он выжимает из сюжета своих пьес самое существенное и, уверенно перемахивая через промежуточные ступеньки, смело рвется вперёд от одной кульминации к другой, ещё более напряжённой. Фридрих Вольф так умеет вселить в сердца своих персонажей собственную искреннюю и пламенную веру в возможность лучшего устройства общества, что они и без слишком тщательной отделки обретают живую плоть и кровь.
Фридриха Вольфа отличает от большинства других немецких писателей нашего поколения то, что у него есть тонкое чувство сцены, умение вдохнуть стремительный ритм жизни в сценическое действие, талант избегать длиннот. Он прирождённый драматург; уверенной рукой он лепит и мнёт своих героев до тех пор, пока они не сливаются воедино со своей драматургической функцией. Это мастерство осталось бы на уровне ремесленного, будь оно самоцелью. Но оно не самоцель. Оно лишь средство, служащее тому, чтобы передать читателю и зрителю горячую любовь автора к справедливости, его страстное желание участвовать в созидании лучшего мира…
— Л. Фейхтвангер
Фридрих Вольф скончался 5 октября 1953 года от инфаркта в своём рабочем кабинете в Ленице. Похоронен на мемориальном кладбище Фридрихсфельде.

## Память

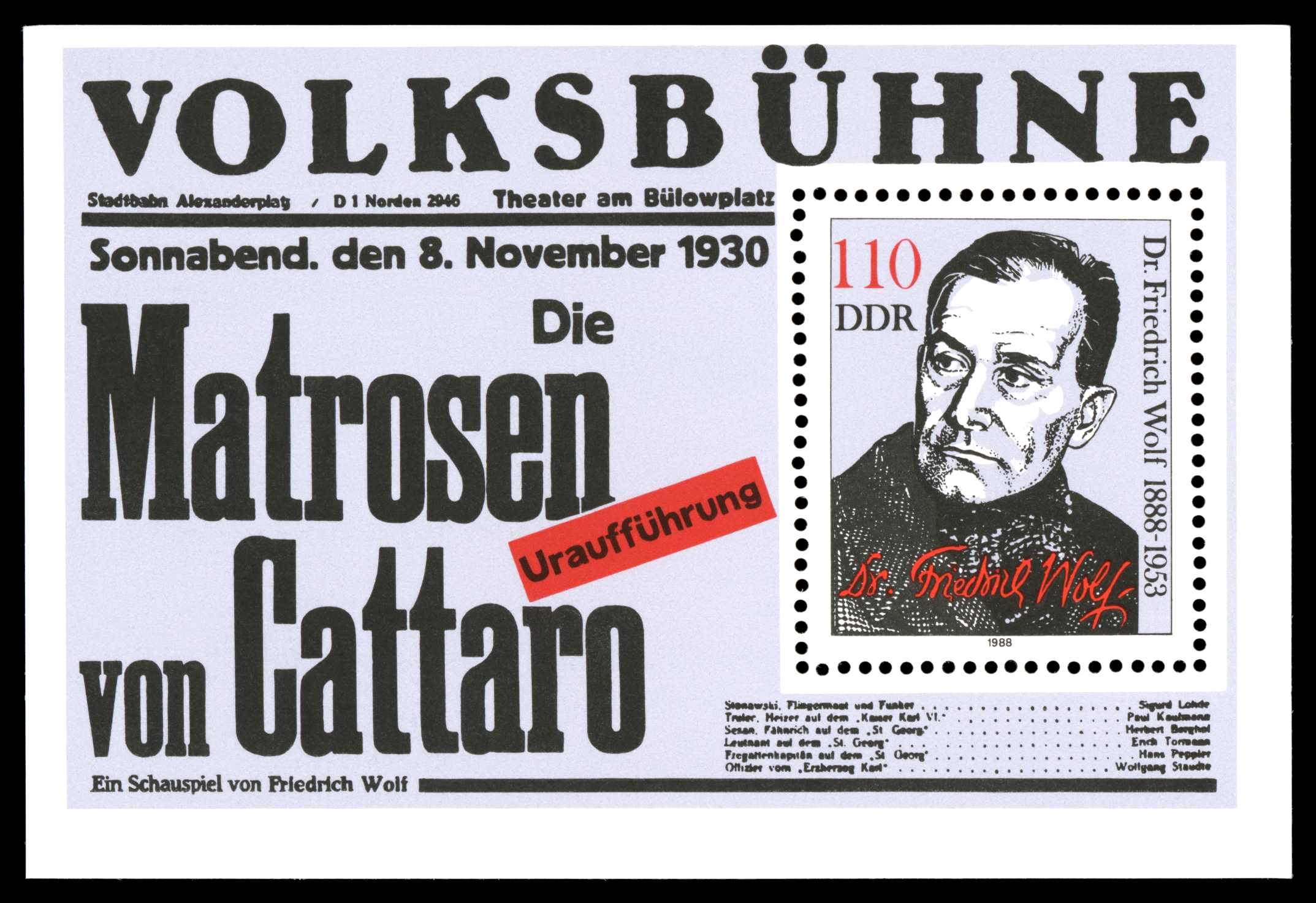
Почтовый блок ГДР, выпущенный к 100-летию со дня рождения Фридриха Вольфа

В 1988 году в ГДР было торжественно отмечено 100-летие со дня рождения Фридриха Вольфа. К этому времени его имя носили более ста сорока учебных заведений, заводов, культурных и других учреждений. В 1973 и в 1988 годах были выпущены почтовые марки с изображением Ф. Вольфа. После крушения ГДР интерес к Вольфу как драматургу значительно ослаб, а его писательские заслуги потеряли значимость: решающую роль в этом сыграл его образ истового коммуниста, преданного режиму ГДР.

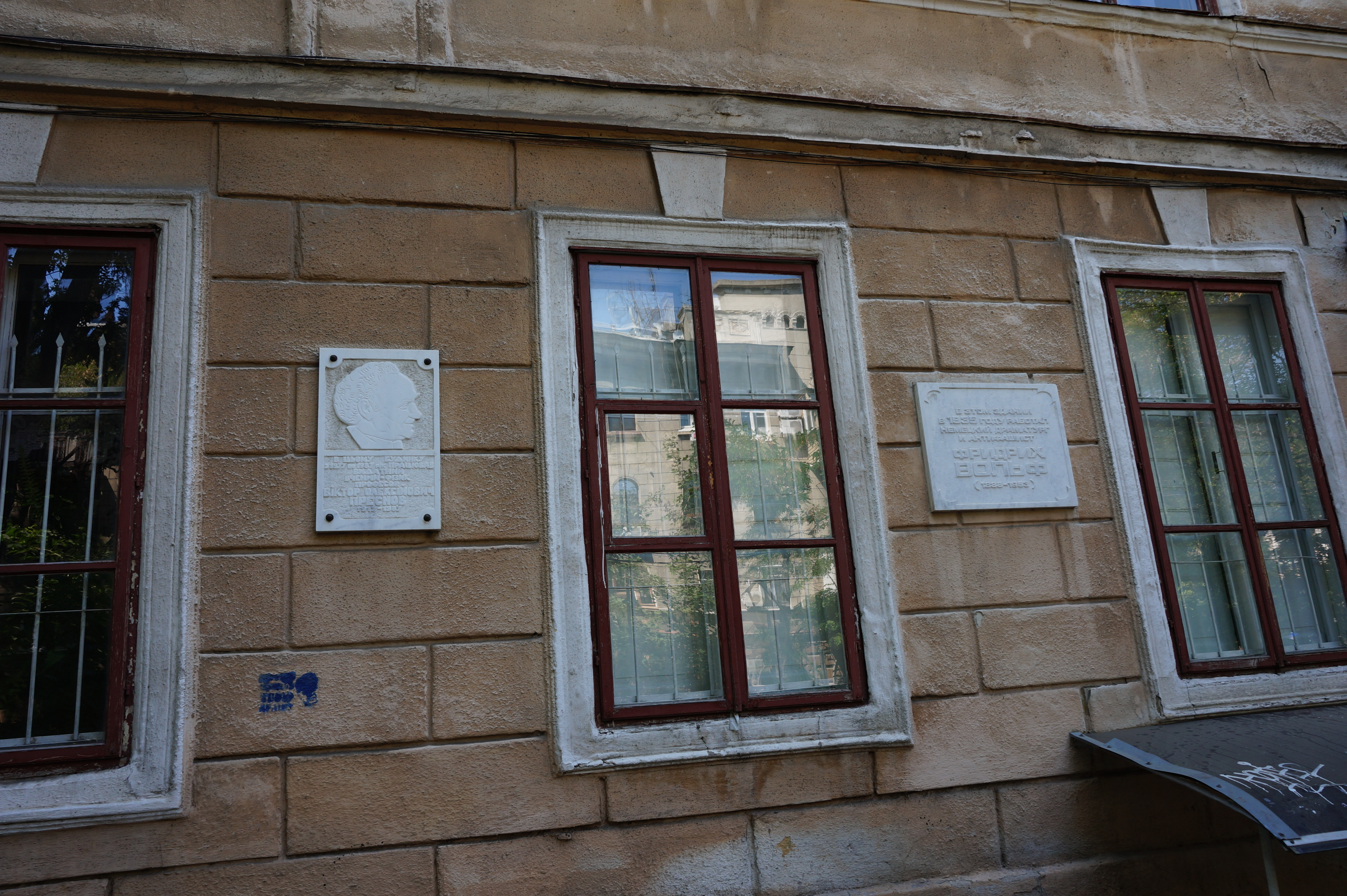
Одесса, улица Пастера, д. 42

Мемориальная доска Фридриху Вольфу установлена в Одессе на д. 42 по улице Пастера.

## Семья
Фридрих Вольф был дважды женат: 30 ноября 1914 года женился на Кэти Гумпольд (1888—1961), а 15 апреля 1922 его супругой стала воспитательница детского сада, впоследствии актриса — Эльза Дрейбхольц (1898—1973). От первого брака у Фридриха Вольфа было двое детей: дочь Иоганна Мари (р. 1915) и сын Лукас (р. 1919). От второго брака у Вольфа родились двое сыновей: Маркус (1923—2006) (почти 30 лет возглавлял внешнюю разведку ГДР) и Конрад (1925—1982) (кинорежиссёр, президент Академии искусств ГДР), которые оставили заметный след в истории ГДР.

## Награды
- Орден Красной Звезды (1942)
- Национальная премия ГДР (1949) — за пьесу «Профессор Мамлок»
- Национальная премия ГДР (I класса) (1950) — за сценарий к фильму «Совет Богов»

## Произведения
- 1917 Мохаммед (Mohammed) — пьеса

Лангемарк (Langemarck) — повесть

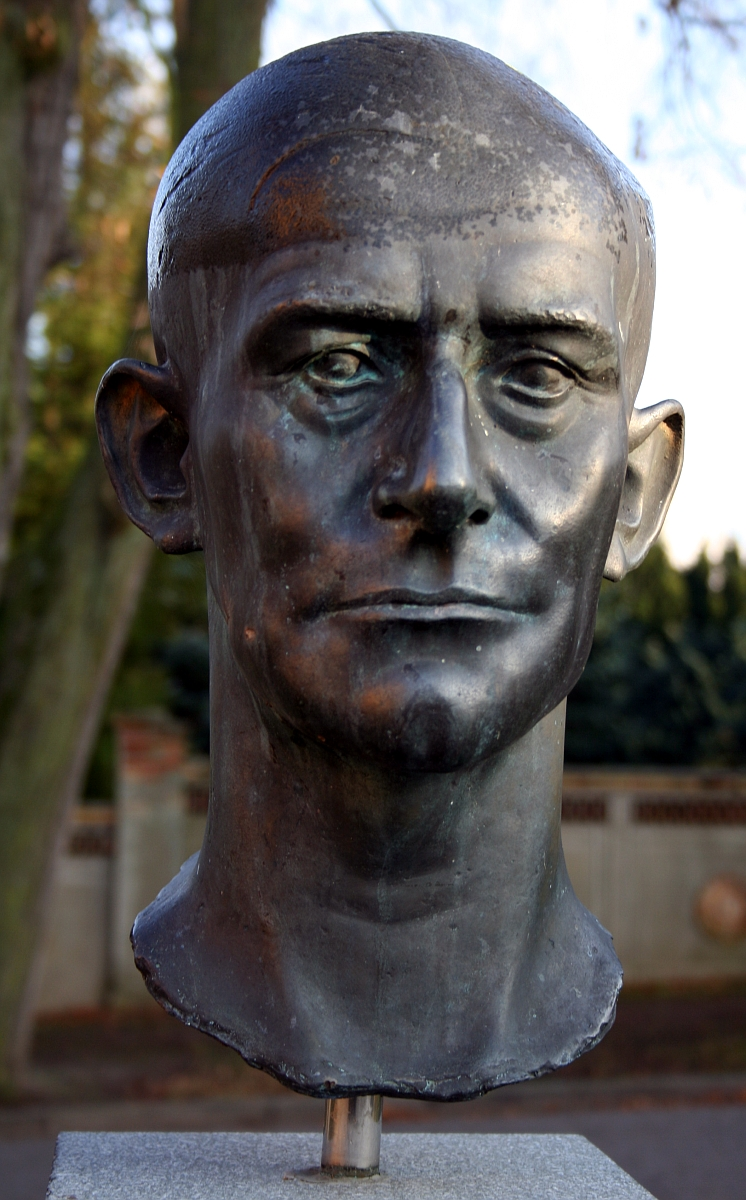
Скульптура Фридриха Вольфа перед одноимённым театром в Нойштрелице

- 1919 Кто ты? (Das bist du) — пьеса

Безусловность (Der Unbedingte) — пьеса
- 1921 Чёрное солнце (Die Schwarze Sonne) — пьеса
- 1922 Тамара (Tamar) — пьеса
- 1923 Шкафная комедия (Die Schrankkomödie) — пьеса

Бедный Конрад (Der Arme Konrad) — пьеса
- 1924 Героический эпос Ветхого Завета (Das Heldenepos des alten Bundes) — еврейский народный эпос
- 1925 Творение (Kreatur) — роман
- 1926 Собачья колонна (Kolonne Hund) — пьеса

Эфир (Äther) — радиопьеса
- 1927 Природа как врач и помощник (Die Natur als Arzt und Helfer) — книга о здоровом образе жизни

Коритке (Koritke) — пьеса
Борьба в Руре (Der Kampf im Kohlenpott) — новелла
- 1928 СОС… приём, приём… Фойн — «Красин» спасает «Италию» (SOS … rao rao … Foyn — «Krassin» rettet «Italia») — радиопьеса
- 1929 Цианистый калий (Cyankali) — пьеса[7]
- 1930 Матросы из Каттаро (Die Matrosen von Cattaro) — пьеса

Тай Янг проснулся (Tai Yang erwacht) — пьеса
- 1933 Профессор Мамлок (Professor Mamlock) — пьеса
- 1934 Флоридсдорф (Floridsdorf) — пьеса
- 1935 Троянский конь (Das trojanische Pferd) — пьеса
- 1938 Двое на границе (Zwei an der Grenze) — пьеса
- 1940 Бомарше (Beaumarchais) — пьеса
- 1942 Русский тулуп (Der Russenpelz) — новелла (экранизирована в 1986 году — фильм «Дом у реки»)
- 1944 Возвращение сыновей (Heimkehr der Söhne) — пьеса

Доктор Лили Ваннер (Dr. Lilli Wanner) — пьеса
- 1945 Бедный Конрад (Der arme Konrad) — радиопьеса

Профессор Мамлок (Professor Mamlock) — радиопьеса
Что человек посеет (Was der Mensch säet) — пьеса
- 1946 Последнее испытание (Die letzte Probe) — пьеса

Сказки для больших и маленьких детей (включая сказку «Рождественская гусыня Августа») (Märchen für große und kleine Kinder (darin: Die Weihnachtsgans Auguste)) — сказки
- 1947 Как дикие звери (Wie Tiere des Waldes) — пьеса
- 1948 Козодой (Die Nachtschwalbe) — либретто к опере Бориса Блахера
- 1949 Совет Богов (Der Rat der Götter) — сценарий для фильма

Бургомистр Анна (Bürgermeister Anna) — комедия
- 1952 Летающие блюдца (Предзнаменование) (Menetekel) — пьеса

Томас Мюнцер (Thomas Müntzer) — пьеса

## Экранизации
- 1938 — Борьба продолжается (СССР) — по пьесе «Троянский конь»
- 1938 — Профессор Мамлок (СССР) — по одноимённой пьесе
- 1961 — Профессор Мамлок (ГДР) — по одноимённой пьесе
- 1986 — Дом у реки (ГДР) — по рассказу «Русский тулуп»